# Xahuayoca
Xahuayoca är en ort i Mexiko.   Den ligger i kommunen Chicontepec och delstaten Veracruz, i den sydöstra delen av landet, 200 km nordost om huvudstaden Mexico City. Xahuayoca ligger 569 meter över havet och antalet invånare är 129.
Terrängen runt Xahuayoca är huvudsakligen kuperad, men åt nordost är den platt. Xahuayoca ligger uppe på en höjd. Runt Xahuayoca är det ganska tätbefolkat, med 86 invånare per kvadratkilometer. Närmaste större samhälle är Xochiatipan de Castillo, 19,9 km sydväst om Xahuayoca. Omgivningarna runt Xahuayoca är en mosaik av jordbruksmark och naturlig växtlighet.